# Caimanera
Caimanera är en ort i Kuba.   Den ligger i provinsen Provincia de Guantánamo, i den östra delen av landet, 800 km öster om huvudstaden Havanna. Caimanera ligger 10 meter över havet och antalet invånare är 10 562.
Terrängen runt Caimanera är huvudsakligen platt, men österut är den kuperad. Havet är nära Caimanera österut.  Närmaste större samhälle är Guantánamo, 18,2 km norr om Caimanera. Trakten runt Caimanera består i huvudsak av gräsmarker.